# Salvia nemorosa
Salvia nemorosa es una especie de planta herbácea perteneciente a la familia de las lamiáceas. 

## Descripción
Es una hierba pelosa, perenne, con pelos densamente adpresos, de hasta 60 cm. Hojas basales oblongas con base acorazonada o redondeada, dentadas, de fieltro gris por debajo, pecioladas; hojas caulinares más o menos sentadas. Flores azul violeta, raramente rosas o blancas, de 8-12 mm, en inflorescencia densa con verticilos de 2-6 flores; brácteas ovadas, violetas, imbricadas antes de abrirse.

## Distribución y hábitat
Se distribuye por el centro, sureste y este de Europa. Introducida en Gran Bretaña, Francia, Noruega y Suecia. Habita en praderas y lugares baldíos. Florece desde finales de primavera y en verano.

## Taxonomía
Salvia nemorosa fue descrita por Carlos Linneo y publicado en Commentatio Botanico-Medica de Salvia 23. 1777.
Etimología
Ver: Salvia
nemorosa: epíteto latino que significa "del bosque".
Sinonimia

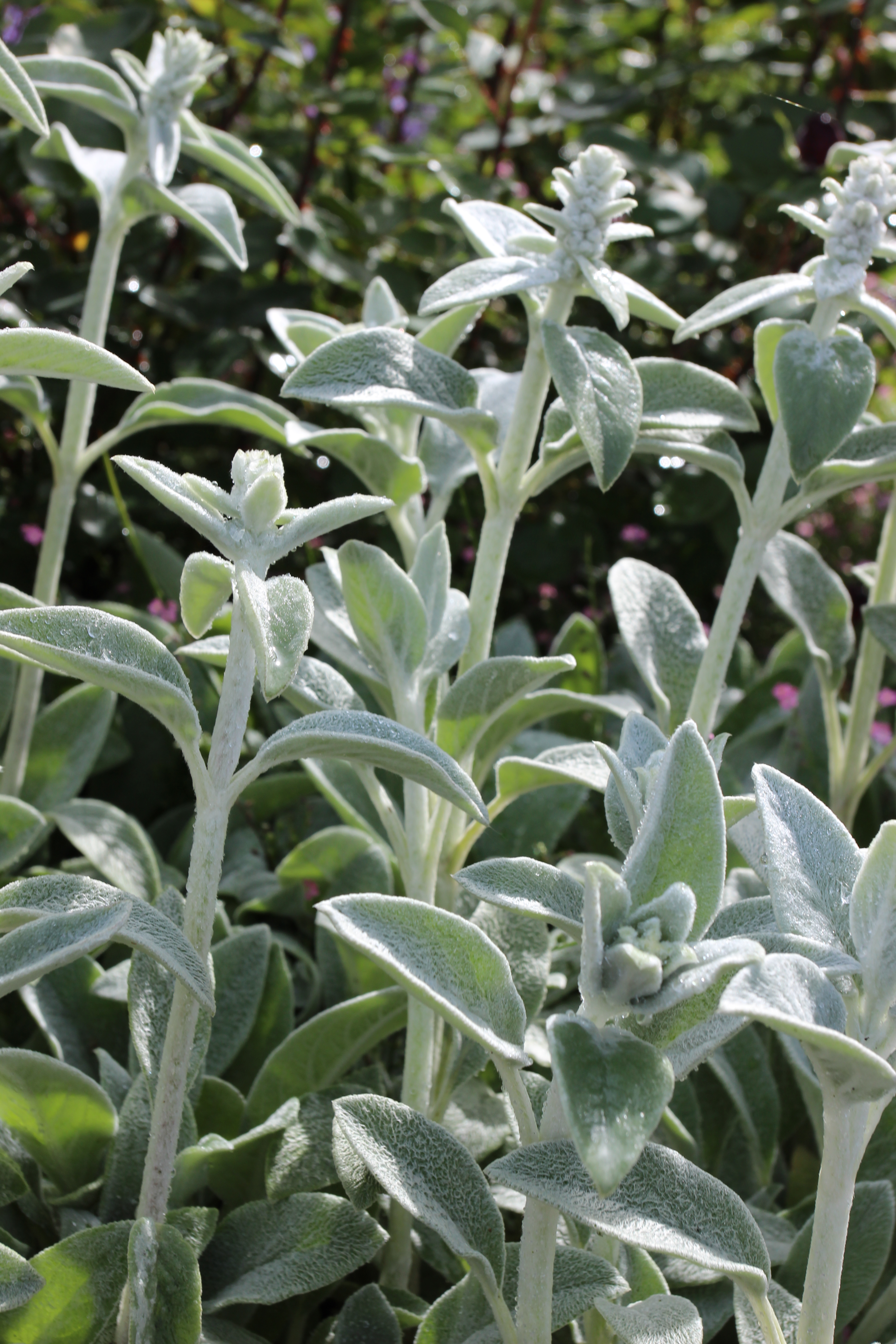
Salvia nemorosa 'Caradonna'

- Salvia × sylvestris var. nemorosa (L.) Nyman
- Sclarea nemorosa (L.) Mill.[4][5]